# Reaction Records
 (décembre 2023).
Si vous disposez d'ouvrages ou d'articles de référence ou si vous connaissez des sites web de qualité traitant du thème abordé ici, merci de compléter l'article en donnant les références utiles à sa vérifiabilité et en les liant à la section « Notes et références ».
Reaction Records est un label discographique indépendant britannique, anciennement basé à Londres, actif entre 1966 et 1967. Il est fondé par Robert Stigwood en 1966, distribué par Polydor. Les deux principaux artistes du label étaient les groupes Cream et The Who. Durant sa brève existence, il n'a édité que trois albums et dix-huit singles.

## Histoire
Le premier single du label, Substitute des Who, sort plusieurs fois avec différentes faces B en raison du conflit juridique qui oppose le groupe à son ancien producteur, Shel Talmy. Cette expérience peut être considérée comme l'un des facteurs décisifs dans la décision des managers des Who, Kit Lambert et Chris Stamp, de créer leur propre label Track Records, également distribué par Polydor.
L'implication de Polydor dans ces deux labels (ainsi que dans le label Marmalade de Giorgio Gomelsky) peut être considérée comme un processus d'apprentissage pour Polydor, qui souhaitait élargir sa base et n'avait que peu ou pas d'expérience sur le marché pop/rock des années 1960 ; à l'époque, la plupart de leurs affaires se faisaient dans le genre easy listening, comme Bert Kaempfert.
Stigwood exploite le label RSO Records dans les années 1970 et 1980. Comme pour Reaction, RSO était distribué par Polydor Records.

## Discographie

### Albums
- Reaction 593 001 : Cream – Fresh Cream (décembre 1966)
- Reaction 593 002 : The Who – A Quick One (décembre 1966)
- Reaction 594 003 : Cream – Disraeli Gears (novembre 1967)

### Singles
- Reaction 591 001 : The Who – Substitute / Circles / Instant Party (mars 1966)
- Reaction 591 001 : The Who – Substitute / The Graham Bond Organization – Waltz for a Pig (mars 1966)
- Reaction 591 004 : The Who – I'm a Boy / In the City (août 1966)
- Reaction 591 007 : Cream – Wrapping Paper / Cat's Squirrel (octobre 1966)
- Reaction 591 010 : The Who – Happy Jack / I've Been Away (décembre 1966)
- Reaction 591 011 : Cream – I Feel Free / N.S.U. (décembre 1966)
- Reaction 591 015 : Cream – Strange Brew / Tales of Brave Ulysses (mai 1967)

### EP
- Reaction 592 001 : The Who – Ready Steady Who (novembre 1966)